# Li Auto L8
Li Auto L8 (кит.: 理想L8) — среднеразмерный люксовый кроссовер китайской компании Li Xiang, который был запущен в производство в 2022 году.

## История
Автомобиль Li Auto L8 был представлен в сентябре 2022 года. Продажи автомобиля начались в конце 2022 года в Китае.
Модель имеет множество технических характеристик, аналогичных полноразмерному Li Auto L9. Базовой моделью стала Li Auto L7. Автомобиль выпускается в комплектациях Pro и Max. Цены варьируются от 339 800 до 379 800 юаней. Конкурентами модели являются BMW X7 и Mercedes-Benz GLS.
В Россию официально не поставляется.

## Особенности
Автомобиль Li Auto L8 позиционируется как гибридный автомобиль с двумя электродвигателями мощностью 174—268 л. с. Дополнительно устанавливается четырёхцилиндровый бензиновый двигатель внутреннего сгорания объёмом 1,5 литра.
По циклу WLTC запас хода составляет 700 км. До 80% автомобиль заряжается за 30 минут. В автомобиль внедрена система AD MAX, которую позднее начали устанавливать на Li Auto L7. При напряжении 200 вольт полная зарядка отнимает 6,5 часов. Объём аккумулятора 40,9 кВт⋅ч.

## Галерея

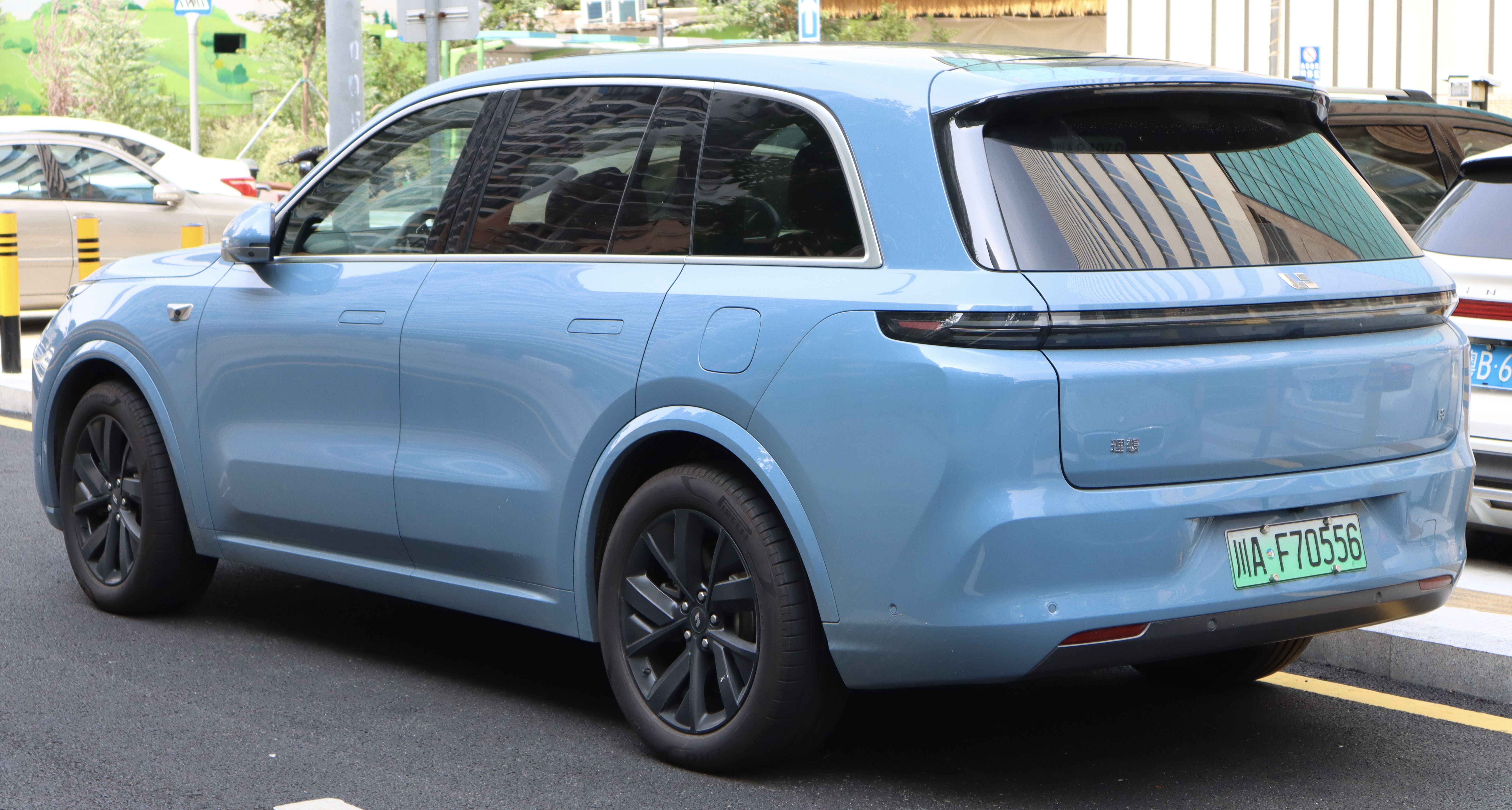
Вид сзади
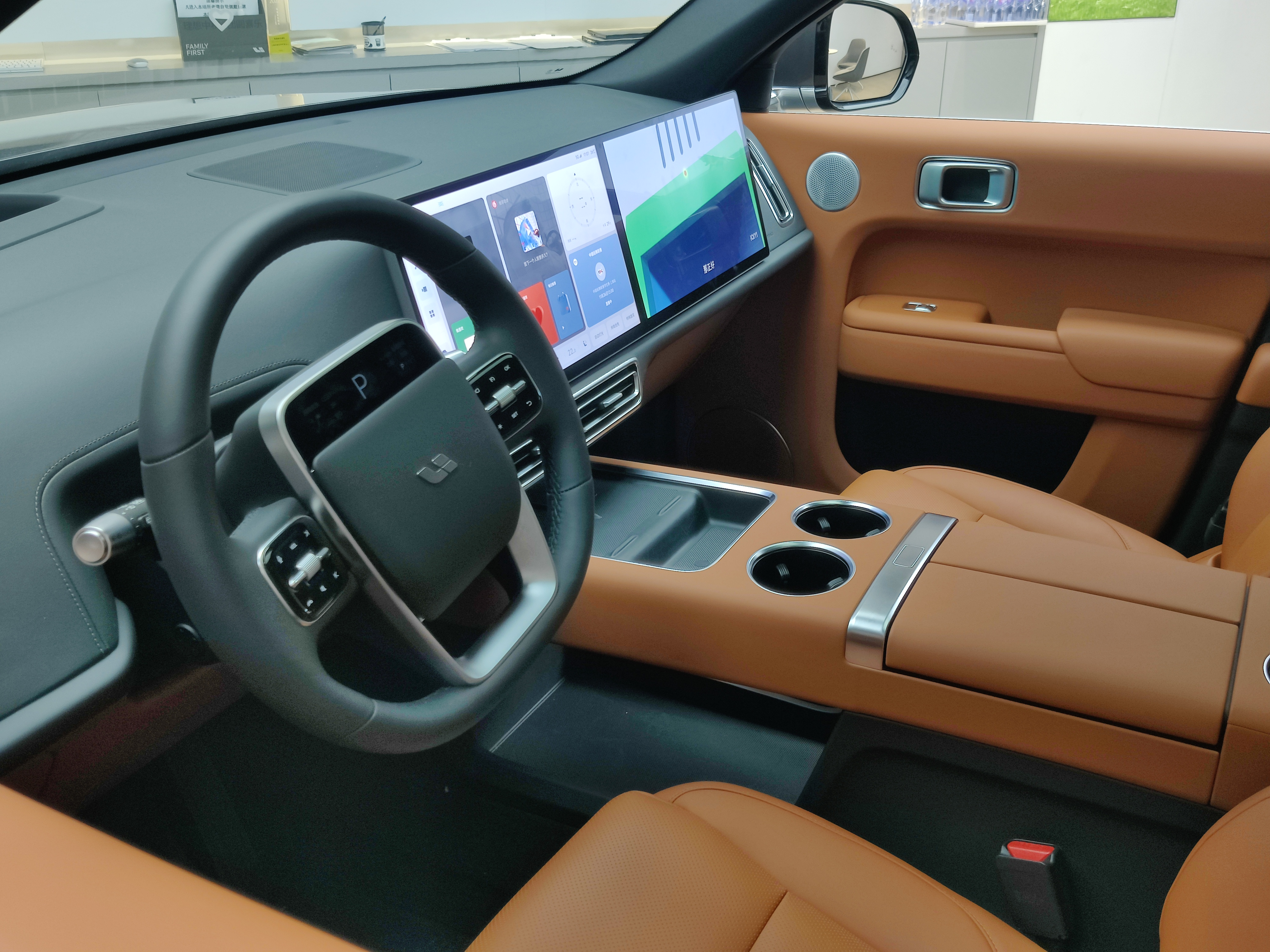
Интерьер